# ホエル・アギラール
ホエル・アントニオ・アギラール・チカス（Joel Antonio Aguilar Chicas 1975年7月2日 - ）はエルサルバドル出身のサッカー審判員。身長170cm。スペイン語を母語とし、英語も使用できる。

## 担当した主な国際大会
- 2007 CONCACAFゴールドカップ
- 2007 FIFA U-17ワールドカップ
- 2007 FIFA U-20ワールドカップ
- 2007 スーパーリーガ (北米サッカー)
- 2009 CONCACAFゴールドカップ
- 2010 FIFAワールドカップ
- 2010 FIFAワールドカップ・北中米カリブ海予選
- 2011 CONCACAFゴールドカップ(決勝を含む)
- FIFAクラブワールドカップ2011
- 2014 FIFAワールドカップ・北中米カリブ海予選
- 2014 FIFAワールドカップ

2010 FIFAワールドカップでは審判団の一人として選出されたが、第4審判員のみを務め主審を担当することはなかった。
2014 FIFAワールドカップでは日本対ギリシャ戦の主審を担当した。この試合ではギリシャのコスタス・カツラニスに対して、レッドカードを提示した。